# Lista de aparelhos com Android
Esta lista contem informações sobre os dispositivos Android lançados até hoje.
Obs.: as datas de lançamento citados nos verbetes se refere ao pais de origem do fabricante, exceto quando indicado.
Não haverá distinção entre smartphones de um, dois e três slots de cartão SIM.

## Smartphones

### Android 1.0/1.1
| Fabricante | nome  | data de lançamento     | Conectividade (Wi-Fi/Bluetooth/NFC) | Rede (2G/3G/4G/5G) | Câmara (frontal/traseira) | Memória (RAM/Armazenamento interno/Cartão de Memória) | Bateria | Resolução do ecrã | Teclado         | Processador | Atualização mais recente | Preço         | Notas                                 |
| ---------- | ----- | ---------------------- | ----------------------------------- | ------------------ | ------------------------- | ----------------------------------------------------- | ------- | ----------------- | --------------- | ----------- | ------------------------ | ------------- | ------------------------------------- |
| HTC        | Dream | 23 de setembro de 2008 | 802.11b 2.0 não                     | Sim Não            | 3MP/Não                   | 256MB 256MB(192MB) até 8GB                            |         | 3.2"              | QWERTY Retrátil |             | Android 1.6              | Cerca de 150€ | Primeiro dispositivo Android do mundo |

### Android 1.5 (Cupcake)
| Fabricante | nome | data de lançamento | Conectividade (Wi-Fi/Bluetooth/NFC) | Rede (2G/3G/4G/5G) | Câmara (frontal/traseira) | Memória (RAM/Armazenamento interno/Cartão de Memória) | Bateria | Resolução do ecrã | Teclado        | Processador | Atualização mais recente | Preço | Notas |
| ---------- | ---- | ------------------ | ----------------------------------- | ------------------ | ------------------------- | ----------------------------------------------------- | ------- | ----------------- | -------------- | ----------- | ------------------------ | ----- | ----- |
| HTC        | Hero | Julho de 2009      | 802.11b/g 2.0 não                   | Sim Não            | 5MP/Não                   | 288MB 512MB(448MB) até 8GB                            |         |                   | QWERTY Rirtual |             |                          |       |       |

### Android 2.0 (Eclair)
| Fabricante | nome  | data de lançamento | Conectividade (Wi-Fi/Bluetooth/NFC) | Rede (2G/3G/4G/5G) | Câmara (frontal/traseira) | Memória (RAM/Armazenamento interno/Cartão de Memória) | Bateria | Resolução do ecrã | Teclado         | Processador | Atualização mais recente | Preço | Notas |
| ---------- | ----- | ------------------ | ----------------------------------- | ------------------ | ------------------------- | ----------------------------------------------------- | ------- | ----------------- | --------------- | ----------- | ------------------------ | ----- | ----- |
| Motorola   | Spice | 2010               | 802.11b 3.0 não                     |                    |                           | 256MB 512MB(100MB) até 32GB                           |         |                   | QWERTY Retrátil |             |                          |       |       |
| Motorola   | Defy  | 2010               | 802.11b 3.0 não                     |                    |                           | 512MB 2048MB até 32GB                                 |         |                   | QWERTY Virtual  |             |                          |       |       |

### Android 2.3 (Gingerbread)
| Fabricante | nome      | data de lançamento | Conectividade (Wi-Fi/Bluetooth/NFC) | Rede (2G/3G/4G/5G) | Câmara (frontal/traseira) | Memória (RAM/Armazenamento interno/Cartão de Memória) | Bateria | Resolução do ecrã | Teclado        | Processador | Atualização mais recente | Preço | Notas |
| ---------- | --------- | ------------------ | ----------------------------------- | ------------------ | ------------------------- | ----------------------------------------------------- | ------- | ----------------- | -------------- | ----------- | ------------------------ | ----- | ----- |
| Motorola   | Defy Mini | 2012               | 802.11b 3.0 não                     |                    |                           | 256MB 512MB(120MB) até 32GB                           |         |                   | QWERTY Virtual |             |                          |       |       |
| Motorola   | Defy Pro  | julho de 2012      | 802.11b 3.0 não                     |                    |                           | 512 1024(nd) até 32gb                                 |         |                   | QWERTY Virtual |             |                          |       |       |

### Android 4.0 (Ice Cream Sandwich)
| Fabricante | nome          | data de lançamento | Conectividade (Wi-Fi/Bluetooth/NFC) | Rede (2G/3G/4G/5G) | Câmara (frontal/traseira) | Memória (RAM/Armazenamento interno/Cartão de Memória) | Bateria | Resolução do ecrã | Teclado        | Processador                                 | Atualização mais recente | Preço | Notas |
| ---------- | ------------- | ------------------ | ----------------------------------- | ------------------ | ------------------------- | ----------------------------------------------------- | ------- | ----------------- | -------------- | ------------------------------------------- | ------------------------ | ----- | ----- |
| BLU        | Vivo 4.3      | setembro de 2012   | 802.11b/g 3.0 (A2DP) não            |                    | 8MP/1.3MP                 | 512MB 4GB(1,88 GB) até 32 GB                          |         | 4.3”              | QWERTY virtual | Mediatek MT6577 Cortex-A9ARM 1GHz dual-core |                          |       |       |
| LG         | Optimus L9    | dezembro de 2012   | 802.11b/g/n 3.0 (A2DP) não          |                    |                           | 1GB 4GB(2,68GB) até 32GB                              |         | 4.7”              | QWERTY virtual | TI-OMAP4430/Cortex A9 ARM                   |                          |       |       |
| Samsung    | Galaxy Reverb | dezembro de 2012   | 802.11a/b/g/n 4.0 (A2DP) não        | Sim Não            | 5MP/1.3MP                 | 768MB 4GB(2,68GB)                                     | 1700mAh | 4.0”              | QWERTY virtual |                                             |                          | 150€  |       |

### Android 4.1/4.2/4.3 (Jelly Bean)
| Fabricante | nome                           | data de lançamento | Conectividade (Wi-Fi/Bluetooth/NFC) | Rede (2G/3G/4G/5G) | Câmara (frontal/traseira) | Memória (RAM/Armazenamento interno/Cartão de Memória) | Bateria | Resolução do ecrã | Teclado        | Processador                   | Atualização mais recente | Preço | Notas |
| ---------- | ------------------------------ | ------------------ | ----------------------------------- | ------------------ | ------------------------- | ----------------------------------------------------- | ------- | ----------------- | -------------- | ----------------------------- | ------------------------ | ----- | ----- |
| Samsung    | Galaxy Grand Galaxy Grand Duos | 2012               | 802.11b 3.0 não                     |                    |                           | 256MB 8GB(5GB) até 32GB                               |         | 5”                | QWERTY virtual | dual-core                     |                          |       |       |
| LG         | Optimus G                      | setembro de 2012   | 802.11b/g/n 3.0 sim                 |                    |                           | 2GB 32GB(26GB) não                                    |         | 4,7”              | QWERTY virtual | dual-core                     |                          |       |       |
| Motorola   | Moto G                         | novembro de 2013   | 802.11b/g/n 3.0 não                 |                    |                           | 1GB 8GB(5,49GB) não                                   |         |                   | QWERTY virtual | Qualcomm Snapdragon dual-core |                          |       |       |
| Alcatel    | OneTouch Hero                  | janeiro de 2014    | 802.11a/b/g/n 4.0 (A2DP) não        | Sim Sim Não Não    | 13MP/2MP                  | 2GB 8GB/16GB                                          | 3400mAh | 6.0”              | QWERTY virtual |                               |                          | 370€  |       |

### Android 4.4 (KitKat)
| Fabricante | nome    | data de lançamento | Conectividade (Wi-Fi/Bluetooth/NFC) | Rede (2G/3G/4G/5G) | Câmara (frontal/traseira) | Memória (RAM/Armazenamento interno/Cartão de Memória) | Bateria | Resolução do ecrã | Teclado        | Processador                 | Atualização mais recente      | Preço | Notas |
| ---------- | ------- | ------------------ | ----------------------------------- | ------------------ | ------------------------- | ----------------------------------------------------- | ------- | ----------------- | -------------- | --------------------------- | ----------------------------- | ----- | ----- |
| LG         | Nexus 5 | novembro de 2013   | 802.11a/b/g/n/ac 4.0 sim            |                    |                           | 2GB 32GB(26GB) não                                    |         | 4,95”             | QWERTY virtual | Quad-core 2.3 GHz Krait 400 | Até Android 6.0 (Marshmallow) |       |       |

### Android 5.0/5.1 (Lollipop)
| Fabricante | nome        | data de lançamento | Conectividade (Wi-Fi/Bluetooth/NFC) | Rede (2G/3G/4G/5G) | Câmara (frontal/traseira) | Memória (RAM/Armazenamento interno/Cartão de Memória) | Bateria | Resolução do ecrã | Teclado        | Processador                                             | Atualização mais recente | Preço | Notas |
| ---------- | ----------- | ------------------ | ----------------------------------- | ------------------ | ------------------------- | ----------------------------------------------------- | ------- | ----------------- | -------------- | ------------------------------------------------------- | ------------------------ | ----- | ----- |
| Motorola   | Moto X Play | agosto de 2015     | 802.11a/b/g/n 4.0 sim               |                    |                           | 2GB 16-32GB(10-26GB) não                              |         | 5,5”              | QWERTY virtual | Octa-core (4x1.7 GHz Cortex-A53 & 4x1.0 GHz Cortex-A53) | Android 7.1.1 (Nougat)   |       |       |

### Android 6.0 (Marshmallow)
| Fabricante | nome          | data de lançamento | Conectividade (Wi-Fi/Bluetooth/NFC) | Rede (2G/3G/4G/5G) | Câmara (frontal/traseira) | Memória (RAM/Armazenamento interno/Cartão de Memória) | Bateria | Resolução do ecrã | Teclado        | Processador                                           | Atualização mais recente | Preço | Notas |
| ---------- | ------------- | ------------------ | ----------------------------------- | ------------------ | ------------------------- | ----------------------------------------------------- | ------- | ----------------- | -------------- | ----------------------------------------------------- | ------------------------ | ----- | ----- |
| Samsung    | Galaxy Note 7 | Setembro de 2016   | 802.11a/b/g/n/ac 4.2 sim            |                    |                           | 4GB 64GB(58GB) não                                    | 3500mAh | 5,7”              | QWERTY virtual | Octa-core (4x2.3 GHz Mongoose & 4x1.6 GHz Cortex-A53) |                          | 850€  |       |

### Android 9 (Pie)
| Fabricante | nome        | data de lançamento   | Conectividade (Wi-Fi/Bluetooth/NFC) | Rede (2G/3G/4G/5G) | Câmara (frontal/traseira) | Memória (RAM/Armazenamento interno/Cartão de Memória) | Bateria | Resolução do ecrã | Teclado        | Processador                  | Atualização mais recente | Preço | Notas |
| ---------- | ----------- | -------------------- | ----------------------------------- | ------------------ | ------------------------- | ----------------------------------------------------- | ------- | ----------------- | -------------- | ---------------------------- | ------------------------ | ----- | ----- |
| Samsung    | Galaxy A20s | 5 de outubro de 2019 | 802.11b/g/n 4.2 não                 | Sim Não            | 13MP/8MP                  | 2GB-4GB 32-64GB(21.1GB) até 512GB                     | 4000mAh | 6,5”              | QWERTY virtual | Octa-core 1.8 GHz Cortex-A53 | Android 11               | 250€  |       |

### Android 10
| Fabricante | nome        | data de lançamento     | Conectividade (Wi-Fi/Bluetooth/NFC) | Rede (2G/3G/4G/5G) | Câmara (frontal/traseira) | Memória (RAM/Armazenamento interno/Cartão de Memória) | Bateria | Resolução do ecrã | Teclado        | Processador                                              | Atualização mais recente | Preço | Notas |
| ---------- | ----------- | ---------------------- | ----------------------------------- | ------------------ | ------------------------- | ----------------------------------------------------- | ------- | ----------------- | -------------- | -------------------------------------------------------- | ------------------------ | ----- | ----- |
| Microsoft  | Surface Duo | 10 de setembro de 2020 | 802.11a/b/g/n/ac 5.0 (A2DP) não     | Sim Não            | 11MP                      | 6GB 128-256GB                                         | 3577mAh | 8,1”              | QWERTY virtual |                                                          | Android 12               |       |       |
| Oppo       | A15         | 27 de outubro de 2020  | 802.11b/g/n 5.0 não                 | Sim Não            | 13MP/5MP                  | 2GB-3GB 32GB(26GB) desconhecido                       | 4230mAh | 6,52”             | QWERTY virtual | Octa-core (4x2.35 GHz Cortex-A53 & 4x1.8 GHz Cortex-A53) |                          | 535€  |       |

### Android 15
| Fabricante | nome     | data de lançamento  | Conectividade (Wi-Fi/Bluetooth/NFC)     | Rede (2G/3G/4G/5G) | Câmara (frontal/traseira) | Memória (RAM/Armazenamento interno/Cartão de Memória) | Bateria | Resolução do ecrã | Teclado        | Processador                                                                     | Atualização mais recente | Preço | Notas                                            |
| ---------- | -------- | ------------------- | --------------------------------------- | ------------------ | ------------------------- | ----------------------------------------------------- | ------- | ----------------- | -------------- | ------------------------------------------------------------------------------- | ------------------------ | ----- | ------------------------------------------------ |
| Google     | Pixel 9a | 10 de abril de 2025 | 802.11a/b/g/n/ac/6e 5.3 (A2DP) (LE) sim | Sim                | 48MP/13MP                 | 8GB 128-256GB Não                                     | 5100mAh | 6,3”              | QWERTY virtual | Octa-core (1x3.1 GHz Cortex-X4 & 3x2.6 GHz Cortex-A720 & 4x1.9 GHz Cortex-A520) | Android 16               |       | Atualizável até às 7 próximas versões de Android |